# Charlotte Summers
Charlotte Summers (* 15. November 2005 in Marbella, Spanien) ist eine spanische Sängerin und Tänzerin.

## Karriere
Ihren ersten Bühnenauftritt hatte sie mit einer Tanznummer im Musical Les Misérables im Alter von acht Jahren. Ein Jahr später nahm sie an der Talentshow La Voz teil. Im Alter von zehn Jahren belegte sie den zweiten Platz in der zweiten Staffel von Fenómeno Fan, und war Gewinnerin des Wettbewerbs Big Talent.
Mit ihrem Lied Unicorn gewann sie 2017 den Original Song Contest bei der Eurokids International in Italien. Im Jahr 2018 reiste sie in die Vereinigten Staaten. Sie trat zweimal bei NBC's Little Big Shots auf. Im Alter von 13 Jahren trat sie 2019 in der vierzehnten Staffel bei America’s Got Talent auf.

### Seit 2011: YouTube Kanal
Seit 2011 ist Charlotte Summers mit einem YouTube Kanal aktiv auf dem sie ihre TV-Auftritte, Coverversionen und eigene Songs teilt. Dort hat sie bislang 275.000 Abonnenten und über 78 Mio. Aufrufe erreicht. (Stand: 23. Mai 2025)

### 2018: Little Big Shots
- April 2018, wo sie sich für ein Interview mit Steve Harvey zur Verfügung stellte und anschließend „It's a Man's Man's Man's World“ sang.[7]
- Dezember 2018, wo sie für ein Interview mit Steve Harvey saß und dann Please Come Home For Christmas sang.[8]

### 2019: America’s Got Talent (AGT)
Sie trat im Alter von 13 Jahren dreimal in der vierzehnten Staffel bei America’s Got Talent (2019) auf.

#### Audition
In der ersten Runde erhielt sie für ihre Interpretation von Screamin' Jay Hawkins' „I Put a Spell on You“ stehende Ovationen vom Publikum und allen 4 Juroren.

#### Judge Cuts
Für die Jury trug Charlotte ihre eigene Interpretation von You Don't Own Me vor, das Lesley Gore 1963 aufgenommen hatte. Ihre Darbietung wurde vom Publikum, den 4 Juroren und dem Gastjuror Jay Leno mit stehenden Ovationen bedacht, so dass sie ins Viertelfinale einzog.

#### Quarterfinals
Im Viertelfinale sang sie Diamonds Are Forever von Shirley Bassey aus dem gleichnamigen James-Bond-Film. Aufgrund ihrer Platzierung bei America's Vote, der Anzahl der Stimmen, die sie beim Dunkin' Save erhielt, und des Votings der Jury musste sie in einen Tiebreaker, bei dem sie schließlich aus dem Wettbewerb ausschied.